# HD6322
HD6322 — хімічно пекулярна зоря спектрального класу A0, що має видиму зоряну величину в смузі V приблизно  9,2.
Вона  розташована на відстані близько 2886,3 світлових років від Сонця.

## Пекулярний хімічний вміст
Зоряна атмосфера HD6322 має підвищений вміст 
Cr
.